# جاك برينان (ضابط)
جاك برينان (بالإنجليزية: Jack Brennan)‏ هو ضابط أمريكي، ولد في 16 أغسطس 1937 في فول ريفر في الولايات المتحدة.